# Brigitta Poór
Brigitta Poór es una deportista húngara que compitió en triatlón.
Ganó una medalla en el Campeonato Mundial de Triatlón Campo a Través de 2015, y una medalla en el Campeonato Europeo de Triatlón Campo a Través de 2017. Además, obtuvo tres medallas en el Campeonato Europeo de Xterra Triatlón entre los años 2016 y 2018.

## Palmarés internacional
| Campeonato Mundial | Campeonato Mundial    | Campeonato Mundial | Campeonato Mundial |
| Año                | Lugar                 | Medalla            | Prueba             |
| ------------------ | --------------------- | ------------------ | ------------------ |
| 2015               | Cerdeña (Italia)      | Medalla de bronce  | Individual         |
| Campeonato Europeo |                       |                    |                    |
| Año                | Lugar                 | Medalla            | Prueba             |
| 2017               | Târgu Mureș (Rumania) | Medalla de oro     | Individual         |

| Campeonato Europeo | Campeonato Europeo     | Campeonato Europeo | Campeonato Europeo |
| Año                | Lugar                  | Medalla            | Prueba             |
| ------------------ | ---------------------- | ------------------ | ------------------ |
| 2016               | Olbersdorf (Alemania)  | Medalla de bronce  | Individual         |
| 2017               | Møns Klint (Dinamarca) | Medalla de oro     | Individual         |
| 2018               | Olbersdorf (Alemania)  | Medalla de oro     | Individual         |